# Bogdan Raczynski
Bogdan W. Raczynski (rođen 1977.) je poljsko-američki je elektronički glazbenik. Povezan s pokretom IDM-a, Raczynskijev rad crpi inspiraciju iz žanrova kao što su jungle, breakcore i tradicionalna poljska glazba.
Rane snimke Raczynskog stvorene su korištenjem programa za praćenje glazbe kao što je Impulse Tracker. Raczynskovi albumi objavljivani su za Rephlex Records do njegovog zatvaranja 2014. godine. Osnivač Rephlexa Richard D. James naveo je Raczynskog kao inspiraciju za pjesme na svom albumu Drukqs. Raczynskov rad uključuje remikse Björk i Ulvera.

## Životopis
Bogdan Raczynski je rođen u Poljskoj i emigrirao je u Nebrasku sa svojom obitelji u dobi od 7 godina. Pohađao je umjetničku školu u Japanu, ali je odustao i na kraju postao beskućnik, živeći na ulicama Tokija ili u domovima prijatelja. Poslao je demo Boku Mo Wakaran u Rephlex Records prije nego što se vratio kući svojih roditelja u SAD. Nakon što je potpisao ugovor s Rephlexom, često je putovao po zemljama kao što su Ujedinjeno Kraljevstvo, Irska, SAD i Kanada.

## Diskografija

### Studijski albumi
- Boku Mo Wakaran (1999.)
- Samurai Math Beats (1999.)
- Thinking of You (1999.)
- MyLoveILove (2001.)
- 96 Drum 'n' Bass Classixxx (2002.)
- Renegade Platinum Mega Dance Attack Party: Don the Plates (2003.)
- Alright! (2007.)
- Rave 'Till You Cry (2019.)
- ADDLE (2022.)
- You're Only Young Once But You Can Be Stupid Forever (2024.)

### EP-ovi
- Ibiza Anthems Vol. 4 (1999.)
- Muzyka Dla Imigrantów (2001.)
- I Will Eat Your Children Too! (2003.)
- Debt (2020.)
- BANANS (2021.)

### Remiksi
- Autechre – "EP7/Envane" (1999.)
- Ulver – "Bog's Basil & Curry Powder Potatos Recipe" (2003.)
- Björk – "Who Is It (Shooting Stars & Asteroids Mix.)" (2005.)